# Jan Mattsson (fotbollsspelare)
Jan "Lill-Damma" Mattsson, född 17 april 1951 i Ronneby, är en svensk före detta fotbollsspelare (anfallare).
Mattson var allsvensk skyttekung tre år i rad (1973-1975) och är tillsammans med Filip "Svarte-Filip" Johansson (1925) och Harry Lundahl (1929) den enda skyttekung som gjort mer än trettio mål på en säsong.
Den 21 december 2012 bekräftade Östers IF att Mattsson återvänder till föreningen som assisterande tränare tillsammans med Jörgen Petersson.

## Meriter
- Svensk mästare 1981
- 13 A-landskamper för Sverige
- Allsvensk skyttekung: 1973, 1974 och 1975
- Allsvenska matcher: 210
- Allsvenska mål: 123